# アイルズフォードの戦い
アイルズフォードの戦い (英語: Battle of Aylesford）は、455年にブリトン人とアングロ・サクソン人が衝突したとされる戦闘。『アングロサクソン年代記』と『ブリトン人の歴史』が伝えるところでは、アングロ・サクソン人の指導者はヘンギストとホルサの兄弟で、ブリトン人側の指導者はヴォーティガンだったとしているが、いずれの史料も勝敗を伝えていない。戦場となったのはÆglesthrepという地の付近で、現在のケントのアイルズフォード (古英語: Æȝelesford) に比定されている。

## 概要
アングロサクソン年代記によると、455年にアングロ・サクソン人の指導者ヘンギストとホルサと、ブリトン王ヴォーティガンが戦った。ホルサが戦死したものの、ヘンギストとその息子オイスクがケント王位を獲得した。
Her Hengest 7 Horsa fuhton wiþ Wyrtgeorne þam cyninge, in þære stowe þe is gecueden Agælesþrep, 7 his broþur Horsan man ofslog; 7 æfter þam Hengest feng to rice 7 Æsc his sunu.
この年、ヘンギストとホルサはウルトガン王（ヴォーティガン）と、Agælesþrepという地で戦った。弟のホルサはそこで殺され、ヘンギストはその後息子のエスク（オイスク）とともに王国を得た。
9世紀に成立した『ブリトン人の歴史』では、アイルズフォードの戦いに関する説が紹介されている。第43－45章では、ヴォーティガンではなくその息子ヴォーティマー(Vortimer)がサクソン人に対して反旗を翻し、4度にわたって戦ったとされている。その中で3度目の戦闘は「その浅瀬、彼らの言葉ではエプスフォード(Epsford)というが、我々の言葉ではSet thirgabail.と呼ぶところ」で行われた。この戦いでホルサと、ヴォーティマーの兄弟カーティガンが死んだ。『ブリトン人の歴史』ではこの戦闘自体の勝敗を語らず、その代わりにヴォーティマーの戦争を通してサクソン人が「ある時は勝利して領土を広げ、またある時は征服され押し戻された」と記録している。また『歴史』の中では、4度目の「ガリアの海の海岸線のストーンに近いところ」で行われた戦闘でブリトン人が勝利し、サクソン人を追い払ったという記述がある。しかしヴォーティマーは間もなく没し、ブリトン人の優勢は短期間に終わった。なおアングロサクソン年代記の記録はブリトン人に厳しく、457年にクレイフォードでヘンギストとオイスクが血なまぐさい勝利を挙げた後、ブリトン人はケントを見捨てざるを得なくなった、と述べている。
アイルズフォードの近くに、キッツコティハウスとホワイトホースストーンという2つの新石器時代の墓の遺跡が残っている。地元では、これらはそれぞれアイルズフォードの戦いで戦死したカーティガンとホルサの墓であると伝承されている。